# Barylestis scutatus
Barylestis scutatus is een spinnensoort uit de familie van de jachtkrabspinnen (Sparassidae).
De wetenschappelijke naam van de soort werd in 1903 als Torania scutata gepubliceerd door Reginald Innes Pocock.